# Чан'е-4
 «Чан'е-4» (кит.: 嫦娥四号; піньїнь: Cháng'é sìhào) — китайська місія з дослідження Місяця, що включає другий китайський місяцехід та четвертий за рахунком китайський супутник зондування Місяця. Місія складається з орбітального апарата, місяцехіда юйту-2 і спускної платформи. «Чан'е-4» містить другий китайський ровер для дослідження Місяця. Конструкція апарата аналогічна місії «Чан'е-3». Як і три попередні місії, четверта місія названа на честь китайської богині місяця Чан'е.
Місія з зондом і ровером була успішно запущена 7 грудня 2018 року. Посадка спускного апарата відбулася 3 січня 2019 року о 02:26 UTC.

## Огляд
Запуск місії Чан'е-4 спочатку був запланований на 2015 рік, як частина другої фази Китайської програми досліджень Місяця проте, узгодження цілей і конструкції місії, викликало затримку до грудня 2018 року. Ця місія здійснить спробу визначити вік і склад недосліджених місцевостей Місяця і створити технології для наступних етапів дослідницької програми.
Китайська програма досліджень Місяця вперше розпочала залучати приватні інвестиції від фізичних і юридичних осіб, це крок, спрямований на прискорення аерокосмічних інновацій, скорочення витрат на виробництво і підтримку цивільно-військових взаємовідносин. Після місії Чан'е-4 Китай здійснить серію інших роботизованих місій до Місяця, направлених на посадку пілотованих кораблів на Місяць на початку 2030-х.

## Складові місії

Точки Лагранжа в системі двох тіл. Супутник на гало-орбіті біля L2, що знаходиться за Місяцем, буде мати «погляд» як на Землю, так і на дальню сторону Місяця.

### Ретранслятор Цюецяо
Цюецяо — китайський штучний супутник, який буде ретранслятором зв'язку для китайського ровера місії Чан'е-4, яка здійснить посадку на зворотний бік Місяця і, таким чином, не зможе безпосередньо зв'язуватись з Землею. Супутник був запущений 20 травня 2018 року. Він повинен почати передачу даних з точки Лагранжа L2 системи Земля-Місяць після запуску Чан'е-4 в грудні 2018 року.
Цюецяо — це 425-кілограмовий супутник, який використовує платформу CAST-100, Китайської академії космічних технологій (CAST). Платформа стабілізована трьома осями, джерело енергії — сонячні панелі. Рух забезпечується чотирма невеликими двигунами, що працюють на гідразині, з тягою 130 ньютонів. Його основним корисним навантаженням є радіопередавач. Він має 4 канали в X-діапазоні для зв'язку з посадковою платформою місії Чан'е-4, яку розмістять на зворотньому боці Місяця (швидкість 256 Кб/с) і канал в S-діапазоні для передачі даних на Землю (швидкість 2 Гб/с). Передавач використовує параболічну антену діаметром 4,2 метри.

### Спускний модуль і ровер
Спускний модуль і ровер були запущені 7 грудня 2018 року. Це перша посадка на зворотному боці Місяця у кратері під назвою Басейн Південний полюс — Ейткен- це найбільший відомий кратер Місяця. Розташований на півдні зворотного боку. Має форму еліпса з осями 2400 та 2050 км.

## Місце посадки

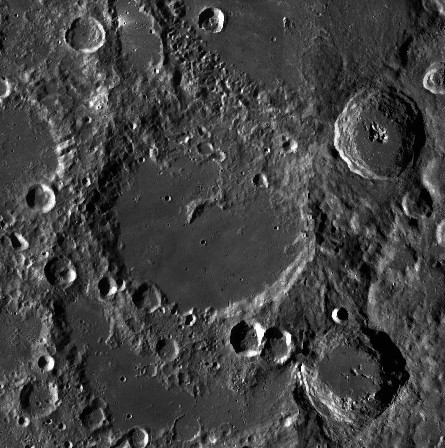
Заплановане місце посадки у кратері Фон Карман, ближче до Південного полюсу

Місце посадки — кратер Фон Карман (180 км у діаметрі) знаходиться в Басейні Південний полюс — Ейткен на зворотному боці Місяця і складається на 10 % з оксиду заліза (FeO) і 4-5 частин на мільйон торію, який використовується замість урану як ядерне паливо в кількох торієвих реакторах.

## Наукові цілі
- Вимірювання температури поверхні Місяця
- Вимір хімічного складу місячного ґрунту і порід
- Здійснювати низькочастотні радіоастрономічні дослідження і спостереження
- Ідентифікувати структуру космічних променів
- Спостереження сонячної корони, дослідження радіаційних показників, дослідження еволюції і переміщення від Сонця до Землі викидів коронарної маси.

## Наукові інструменти
Орбітальний апарат, орбітальні мікросупутники, спускний модуль і ровер матимуть наукові інструменти на борту. Ретранслятор здійснюватиме радіоастрономічні дослідження, в той час, як спускний модуль і ровер вивчатимуть геофізику місця посадки. Наукове обладнання створювалось за підтримки міжнародних партнерів — Швеції, Німеччини, Нідерландів і Саудівської Аравії.

### Ретранслятор
Головна функція ретранслятора — забезпечити зв'язок між Землею і спускним модулем на зворотньому боці Місяця. На супутнику також знаходиться Нідерландський низькочастотний експериментальний радіотелескоп (NCLE), голландський науковий інструмент, розроблений ASTRON, який повинен зафіксувати низькочастотне радіовипромінювання, що генерується під час появи перших зірок і перших галактик через кілька сотень мільйонів років після Великого Вибуху. Проведення цього експерименту на Цюецяо дозволяє уникнути радіоперешкод на низькій навколоземній орбіті. Довжини хвиль нижче 30 МГц, що характеризують цей період розвитку всесвіту, блокуються земною іоносферою. Супутник також має ширококутний лазерний відбивач для вимірювання відстані між космічним апаратом і наземною станцією.

### Мікросупутники
Разом з орбітальним модулем до Місяця були запущені два міні-супутники масою 45 кг кожен — Лунцзян-1 і Лунцзян-2 (Longjiang), розроблені Харбінським технологічним інститутом. Вони знаходяться в тандемі на місячній орбіті (300×3000 кілометрів) для проведення радіоінтерферометричного експерименту з наддовгою базою. Один із супутників несе мікрокамеру, розроблену в Саудівській Аравії. Після запуску, Лунцзян-1 зазнав невдачі, проте Лунцзян-2 працює в нормальному режимі.

### Спускний модуль

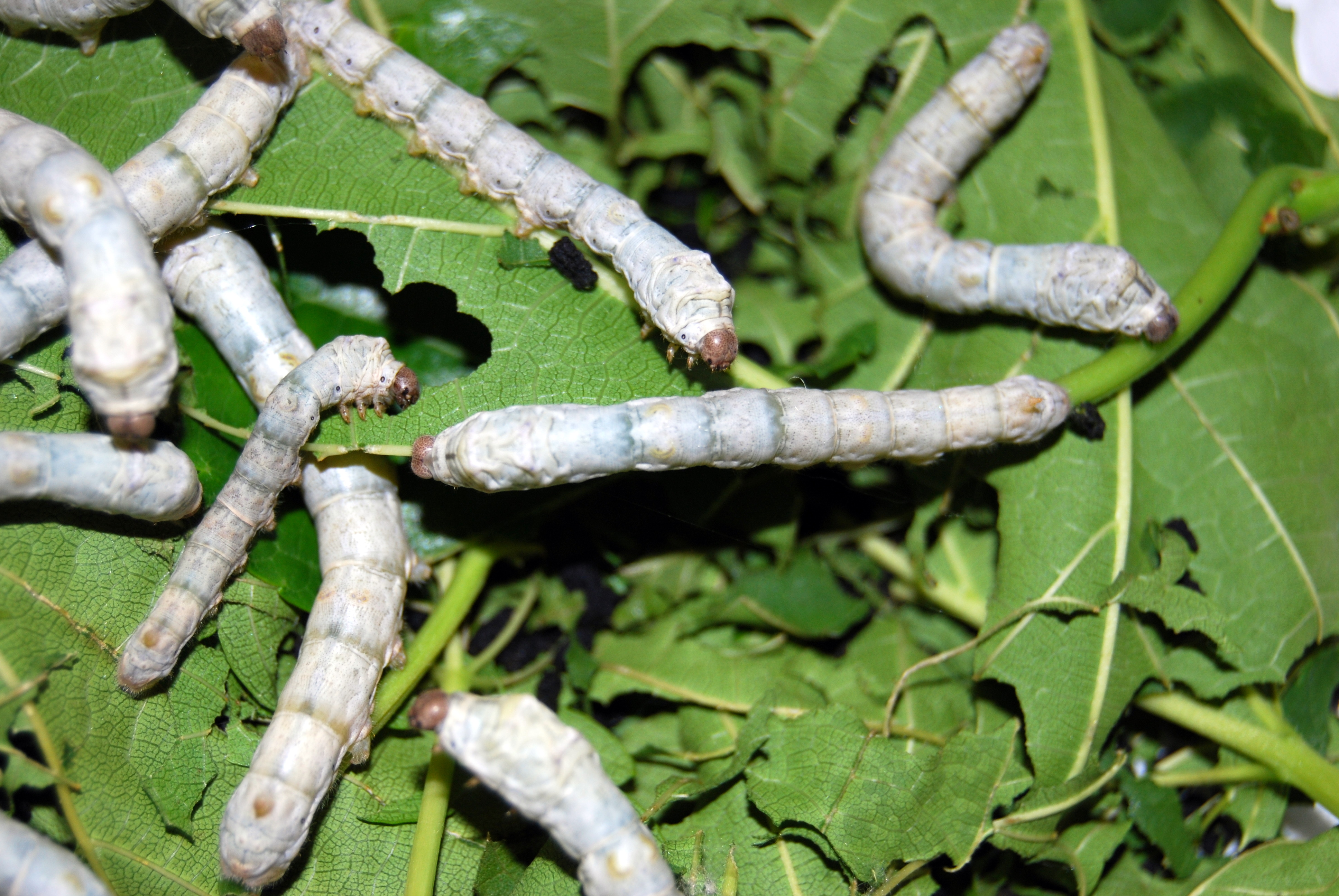
Гусінь шовкопряда п'ятої стадії в контейнері на Місяці

Спускний модуль і ровер матимуть наукове обладнання для вивчення геофізики місця посадки з обмеженими можливостями до хімічного аналізу зразків.
Спускний модуль матиме наступні інструменти:
- Камера приземлення (Landing Camera)
- Камера для фотографування поверхні (Terrain Camera)
- Низькочастотний спектрометр для дослідження сонячних спалахів
- Вимірювач нейтронів[19]

Платформа також матиме контейнер, який міститиме насіння і яйця шовкопряда для дослідження, як рослини і комахи будуть вилуплюватись і зростати разом. Експеримент містить насіння Різушка Таля і яйця шовкопряда. Якщо вилупляться шовкопряди, вони вироблятимуть вуглекислий газ, який має живити рослини, які через фотосинтез вироблятимуть кисень. Є надія, що шовкопряд і рослини, існуючи разом, зможуть підтримувати один одного у контейнері. У 1982 році на пілотованому кораблі Салют-7 виростили Arabidopsis, таким чином астронавти стали першими, хто виростив рослини до цвітіння і отримали насіння. Вони прожили 40 днів.

### Місяцехід
- Панорамна камера[21]
- Ґрунтовий радар[21]
- Видимий і ближній інфрачервоний спектрометр для спектроскопічних знімків
- Покращений малий аналізатор для нейтралів — для вимірювання взаємодії сонячного вітру і поверхні Місяця і, можливо, навіть процеси формування води на Місяці.[19]

## Інтернет-ресурси
- NASA: Китай зробив неможливе на Місяці!